# John meurt à la fin
John meurt à la fin (titre original : John Dies at the End) est un roman de science-fiction écrit par David Wong, publié pour la première fois chez Permuted Press en 2007 puis traduit en français et publié en 2014.

## Adaptation au cinéma
- 2012 : John Dies at the End réalisé par Don Coscarelli.